# Nederländernas Grand Prix 1978
Nederländernas Grand Prix 1978 var det trettonde av 16 lopp ingående i formel 1-VM 1978.  

## Resultat
1. Mario Andretti, Lotus-Ford, 9 poäng
2. Ronnie Peterson, Lotus-Ford, 6
3. Niki Lauda, Brabham-Alfa Romeo, 4
4. John Watson, Brabham-Alfa Romeo, 3
5. Emerson Fittipaldi, Fittipaldi-Ford, 2
6. Gilles Villeneuve, Ferrari, 1
7. Carlos Reutemann, Ferrari
8. Jacques Laffite, Ligier-Matra
9. Patrick Tambay, McLaren-Ford
10. James Hunt, McLaren-Ford
11. Hector Rebaque, Rebaque (Lotus-Ford)
12. Jody Scheckter, Wolf-Ford

### Förare som bröt loppet
- Bruno Giacomelli, McLaren-Ford (varv 60, snurrade av)
- Hans-Joachim Stuck, Shadow-Ford (56, transmission)
- René Arnoux, Martini-Ford (40, chassi)
- Arturo Merzario, Merzario-Ford (40, motor)
- Jean-Pierre Jabouille, Renault (35, motor)
- Brett Lunger, BS Fabrications (McLaren-Ford) (35, motor)
- Keke Rosberg, Theodore (Wolf-Ford) (21, olycka)
- Alan Jones, Williams-Ford (17, gasspjäll)
- Nelson Piquet, BS Fabrications (McLaren-Ford) (16, transmission)
- Patrick Depailler, Tyrrell-Ford (13, motor)
- Derek Daly, Ensign-Ford (10, transmission)
- Riccardo Patrese, Arrows-Ford (0, olycka)
- Didier Pironi, Tyrrell-Ford (0, olycka)

### Förare som ej startade
- Rupert Keegan, Surtees-Ford (skadad)

### Förare som diskvalificerades
- Vittorio Brambilla, Surtees-Ford (varv 37, tog emot extern hjälp)

### Förare som ej kvalificerade sig
- Clay Regazzoni, Shadow-Ford
- Michael Bleekemolen, ATS-Ford
- Jochen Mass, ATS-Ford

### Förare som ej förkvalificerade sig
- Harald Ertl, Ensign-Ford
- Danny Ongais, Interscope Racing (Shadow-Ford)
- Rolf Stommelen, Arrows-Ford

## Bildgalleri

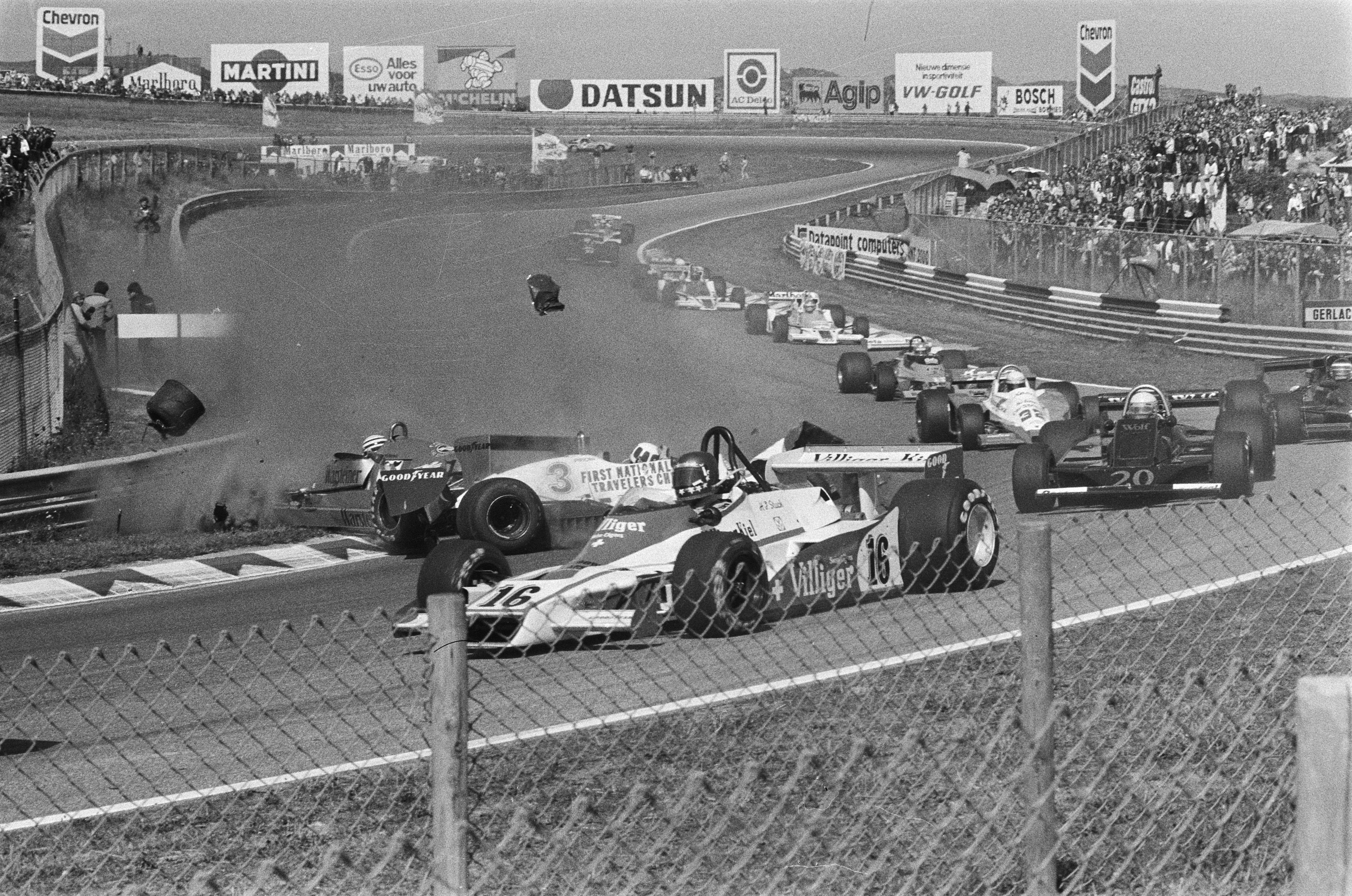
Riccardo Patrese och Didier Pironi kolliderar med varann på startvarvet.
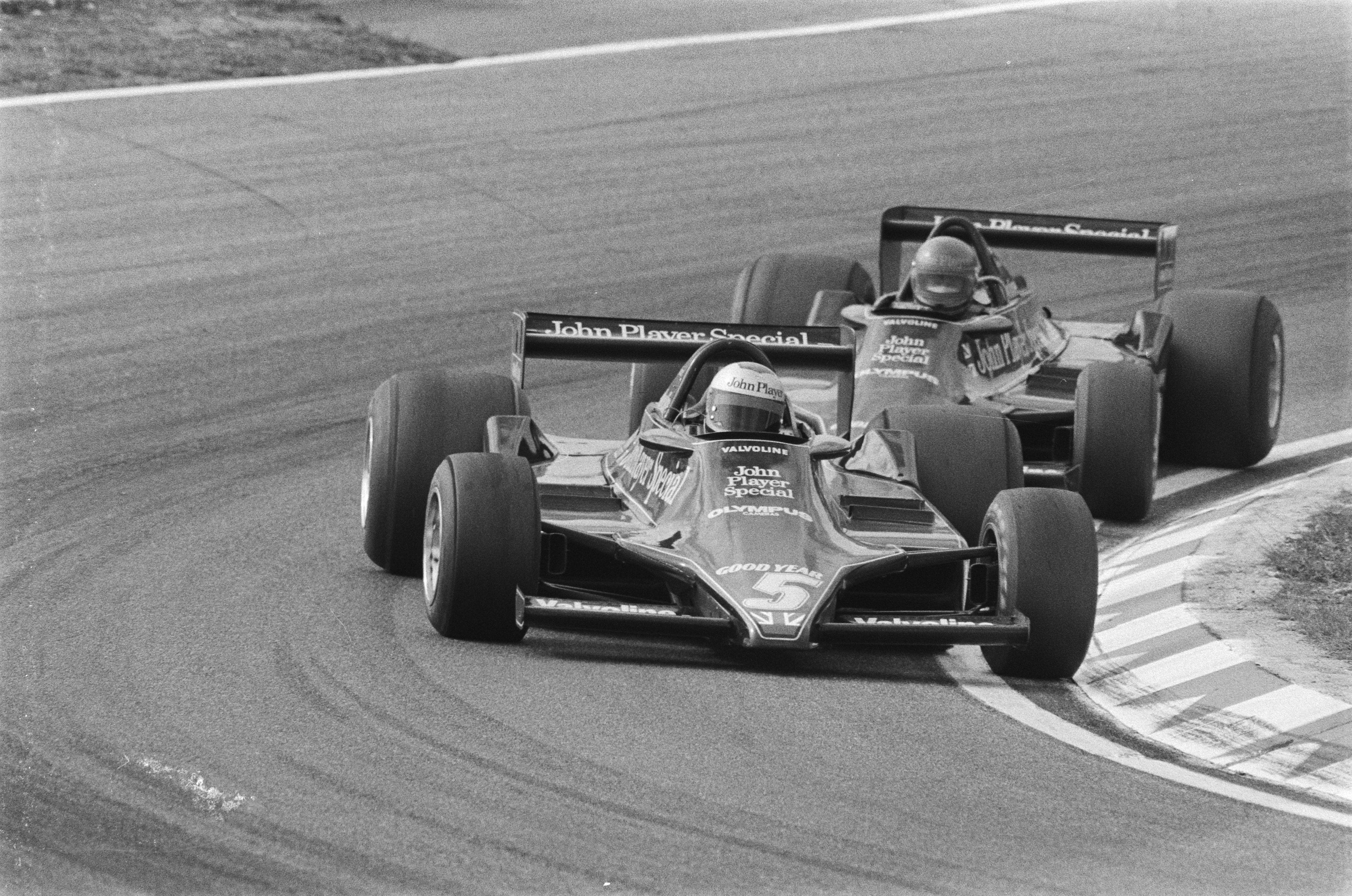
Mario Andretti i ledningen tätt följd av Ronnie Peterson.
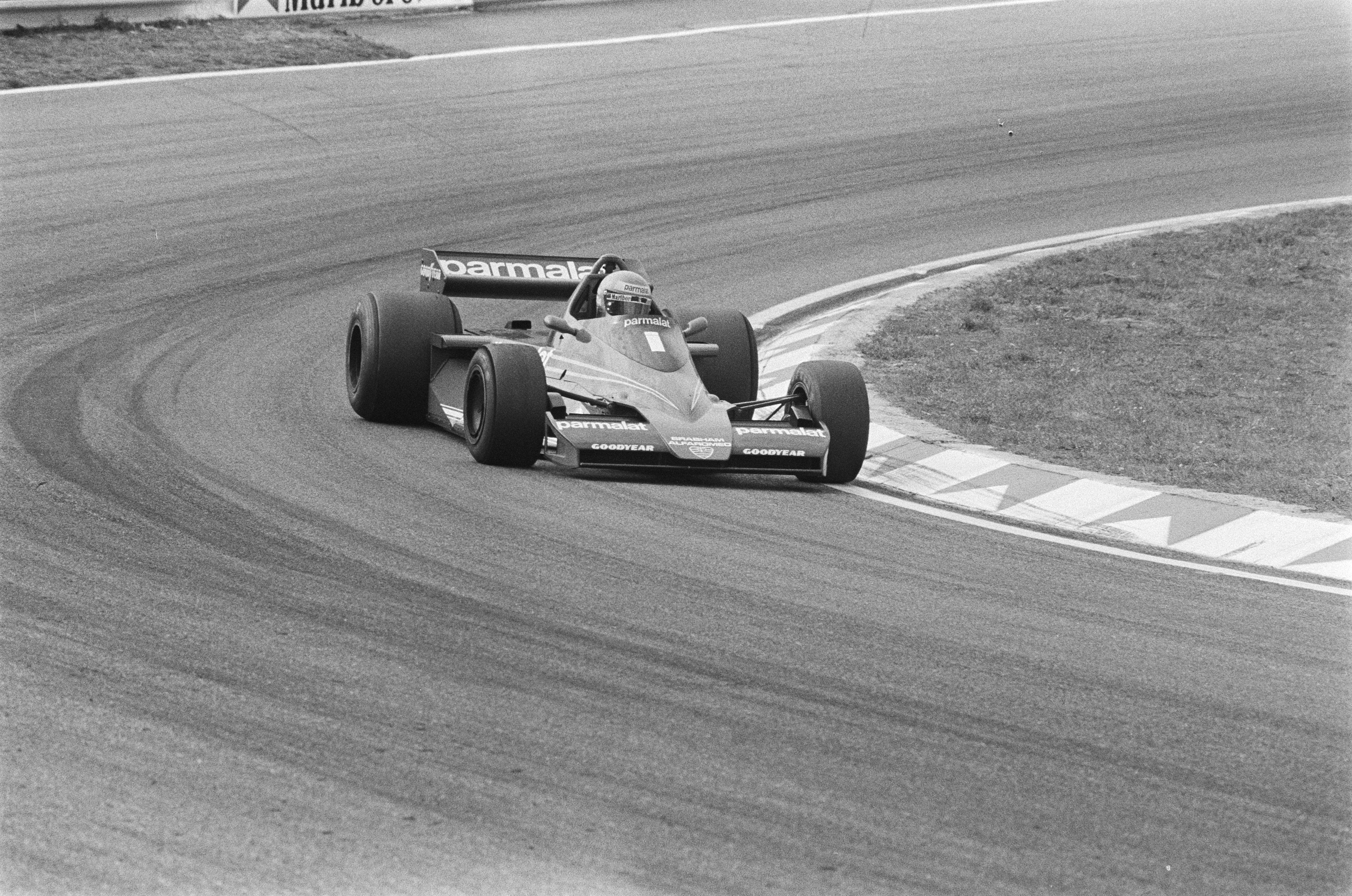
Niki Lauda tog tredjeplatsen.
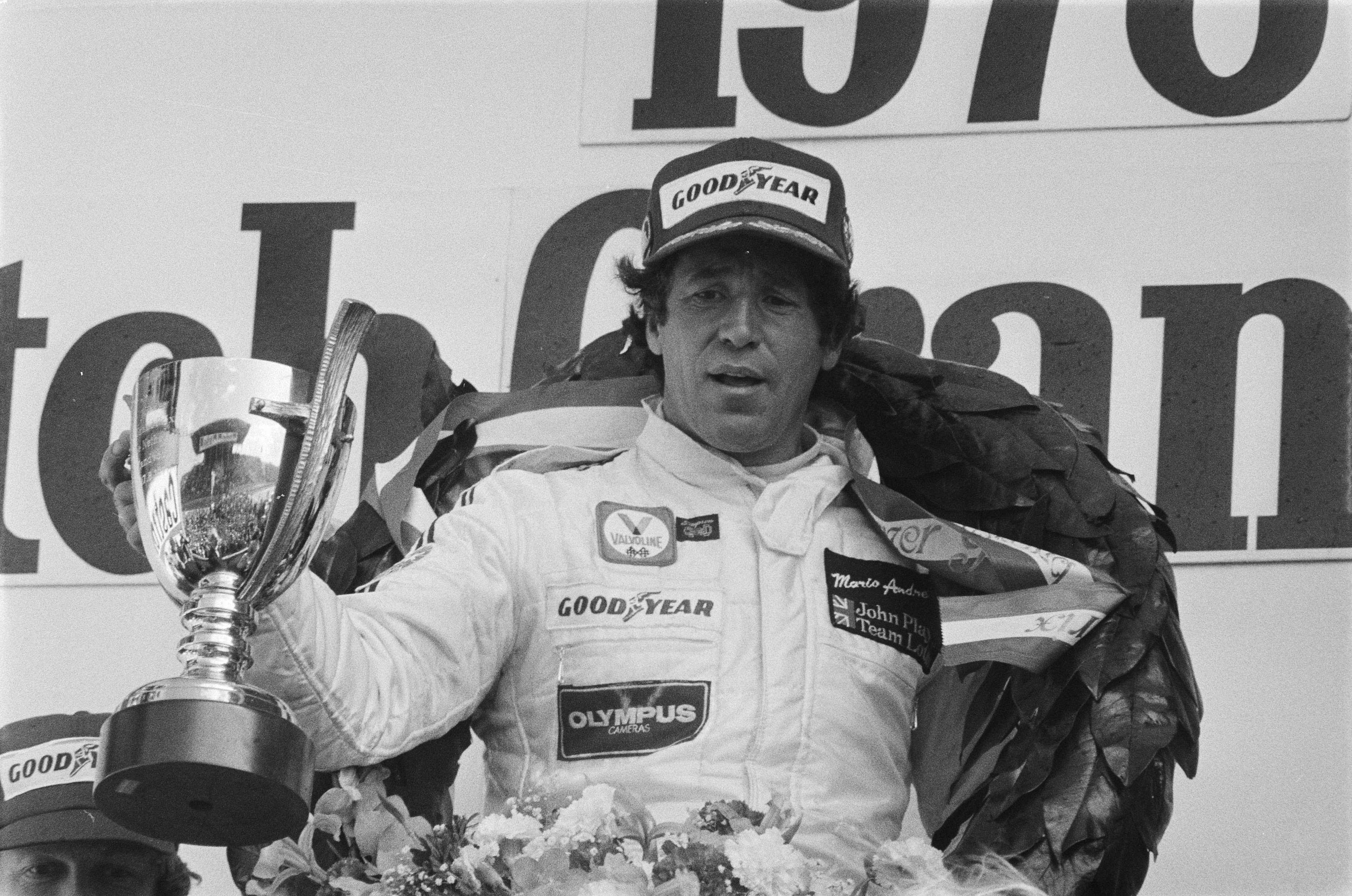
Segrande Mario Andretti med segerkrans.

## VM-ställning
| Förarmästerskapet 1. Mario Andretti, Lotus-Ford, 63 2. Ronnie Peterson, Lotus-Ford, 51 3. Niki Lauda, Brabham-Alfa Romeo, 35 | Konstruktörsmästerskapet 1. Lotus-Ford, 85 2. Brabham-Alfa Romeo, 44 3. Ferrari, 36 Tyrrell-Ford, 36 |